# Polygonum paniculatum
Polygonum paniculatum là một loài thực vật có hoa trong họ Rau răm. Loài này được L. miêu tả khoa học đầu tiên năm 1759.